# Europäischer Filmpreis 2022

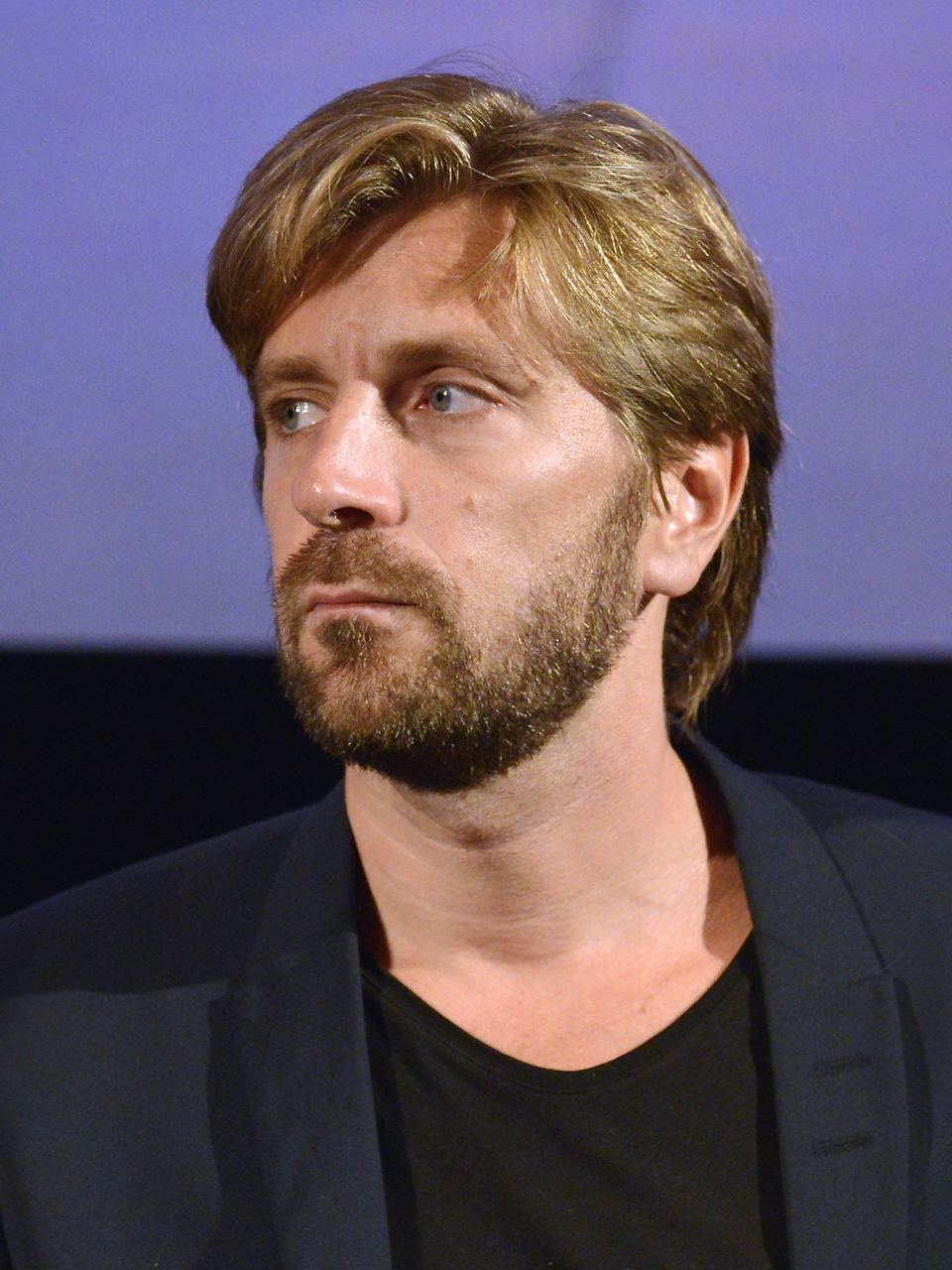
Ruben Östlund, Regisseur des Gewinnerfilms Triangle of Sadness

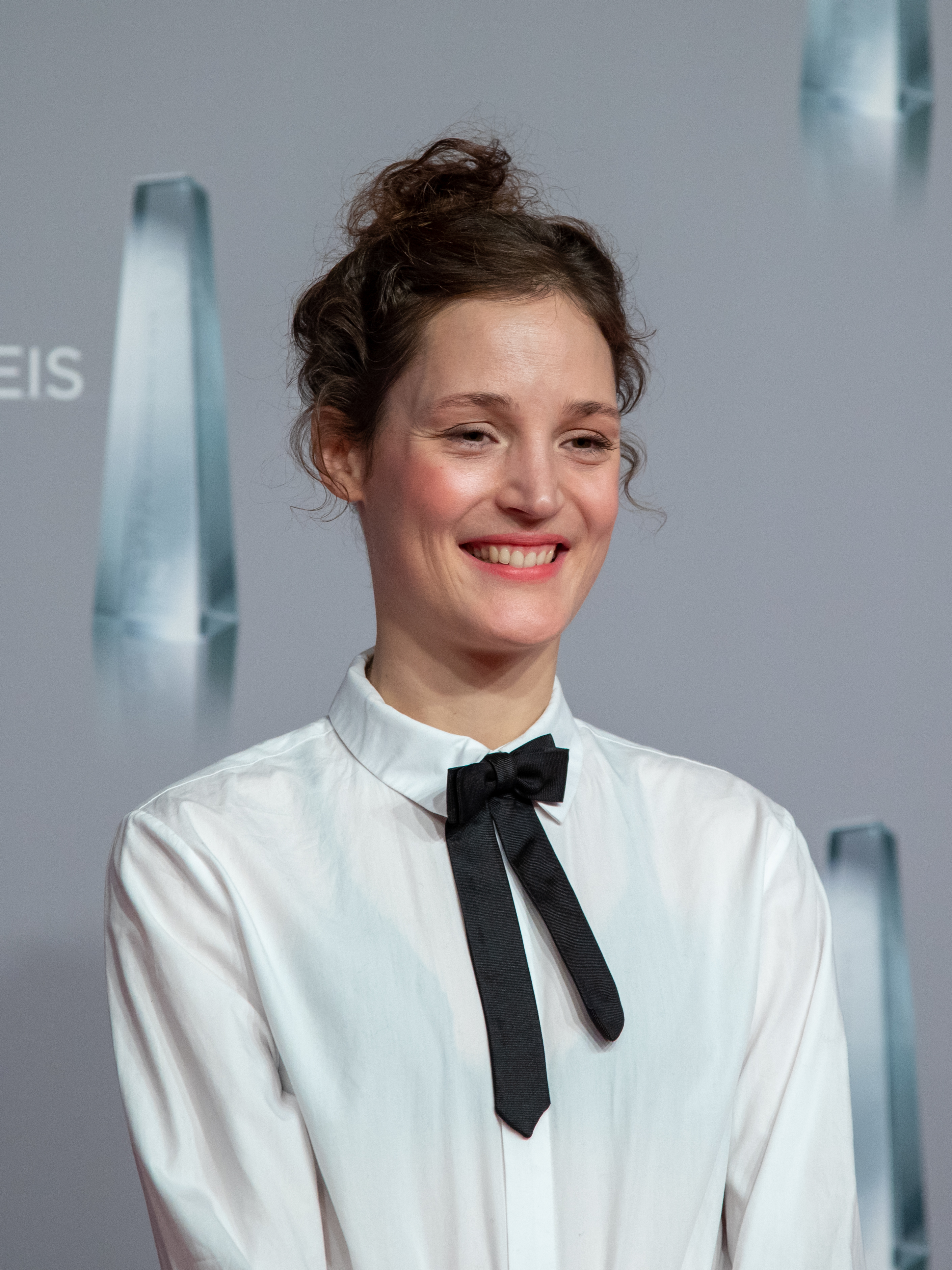
Vicky Krieps, beste Darstellerin für Corsage

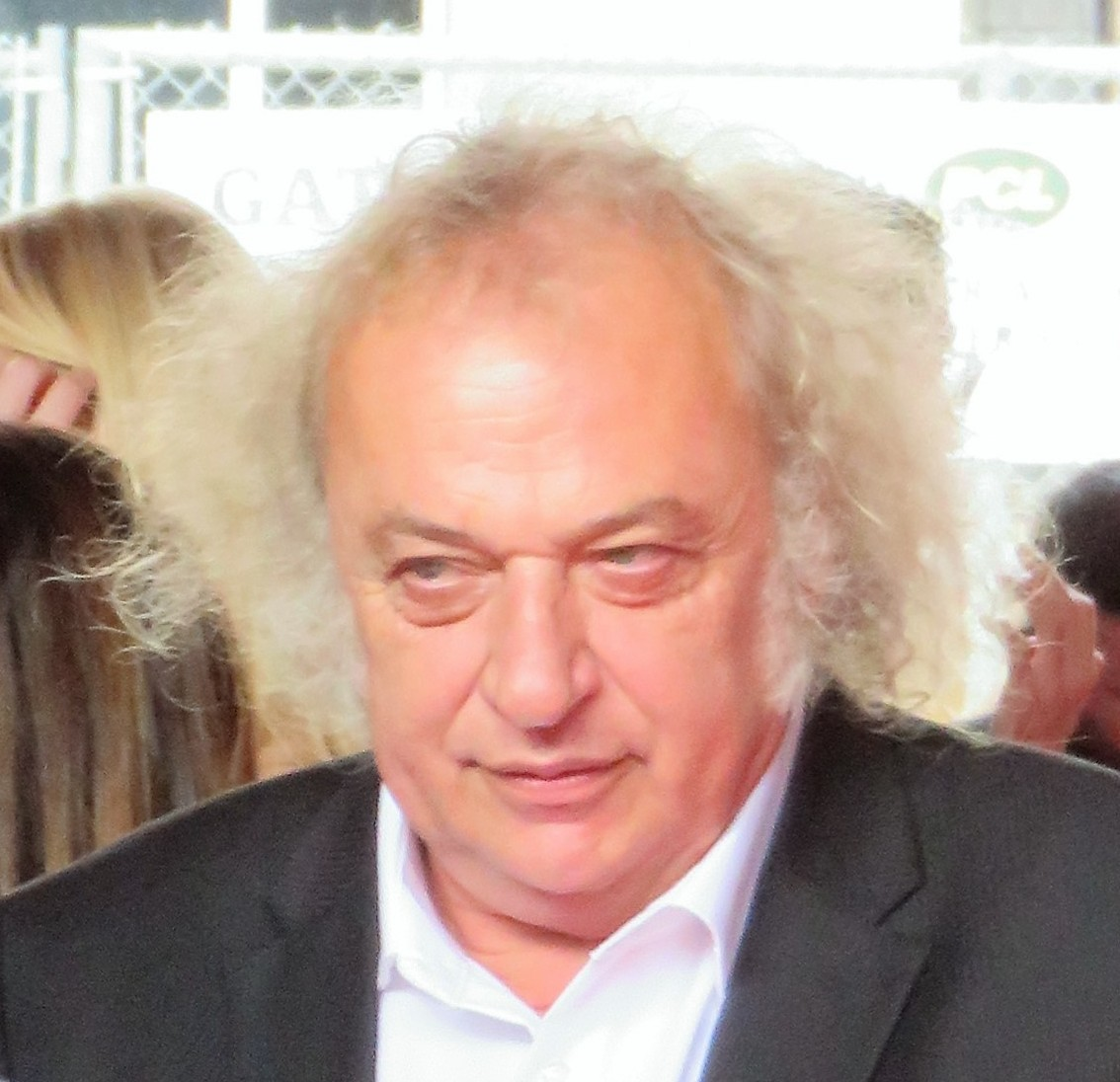
Zlatko Burić, bester Darsteller für Triangle of Sadness

Die 35. Verleihung des Europäischen Filmpreises fand am 10. Dezember 2022 in Reykjavík statt. Die Auszeichnung wurde von der über 4300 Mitglieder zählenden Europäischen Filmakademie (EFA) vergeben. Als Veranstaltungsort wurde das Konzerthaus Harpa ausgewählt. Ursprünglich war Reykjavík bereits als Veranstaltungsort für die Preisverleihung 2020 vorgesehen. Aufgrund der COVID-19-Pandemie war aber die Gala in Islands Hauptstadt abgesagt worden.

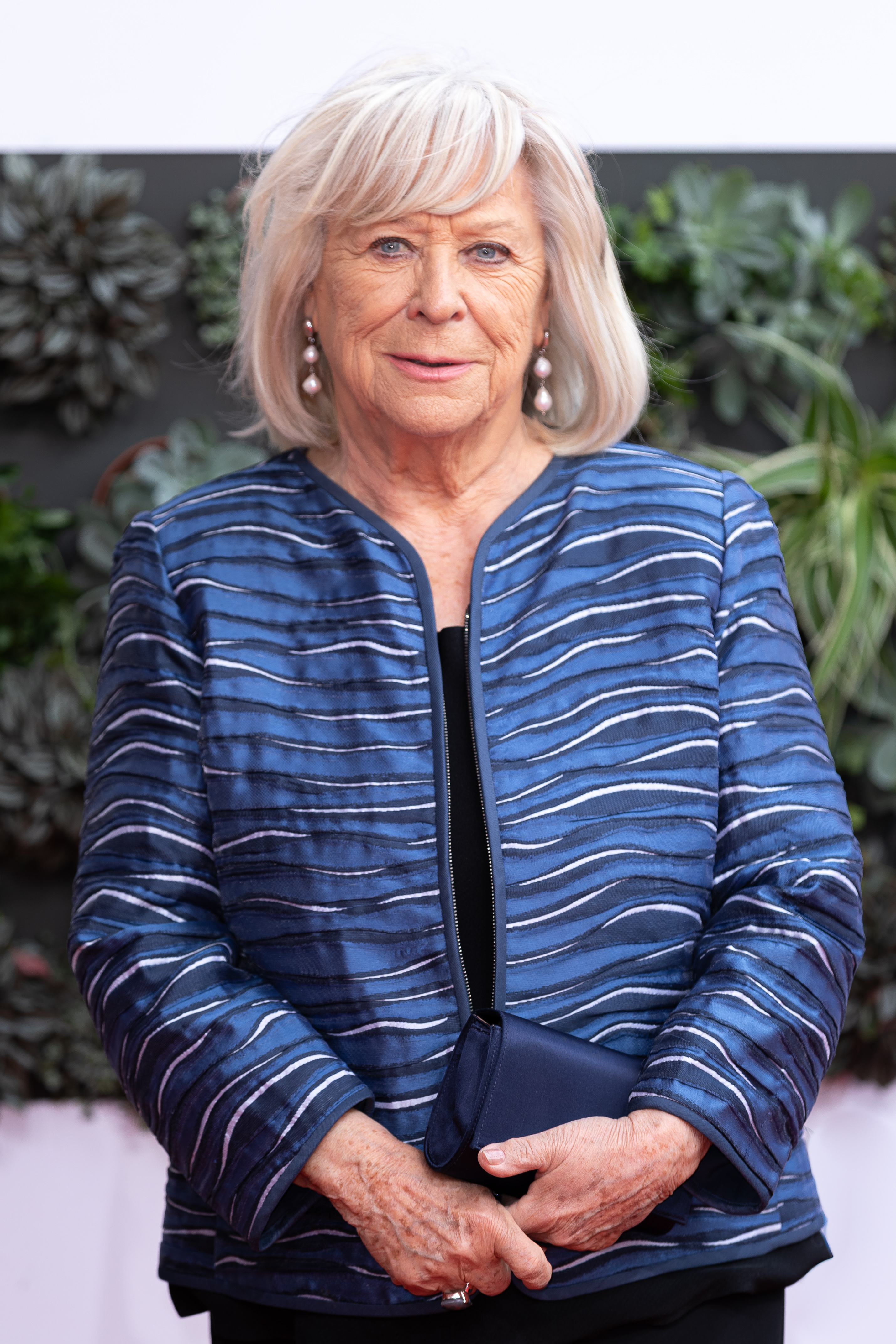
Der Deutschen Margarethe von Trotta wurde der diesjährige Preis für ein Lebenswerk zuerkannt

Die vollständigen Nominierungen wurden am 8. November 2022 bekanntgegeben. Mit jeweils vier Nennungen führten der Jugendfilm Close, der Thriller Holy Spider und die Satire Triangle of Sadness das Favoritenfeld an. Erfolgreichster Film wurde Triangle of Sadness von Ruben Östlund, der in allen nominierten Kategorien (Bester Film, Beste Regie, Bester Darsteller – Zlatko Burić, Bestes Drehbuch) ausgezeichnet wurde. Als Beste Darstellerin wurde die luxemburgisch-deutsche Schauspielerin Vicky Krieps (Corsage) prämiert. Bereits vor der Verleihung waren den Filmschaffenden Margarethe von Trotta, Elia Suleiman und Marco Bellocchio Ehren- bzw. Sonderpreise zuerkannt worden.
Erstmals wurde bei der Auflage 2022 ein Preis für Nachhaltigkeit ausgelobt, der von der Europäischen Filmakademie in Kooperation mit dem Programm Connect4Climate der World Bank Group verliehen wird. Der European Sustainability Award – Prix Film4Climate soll fortan eine europäische Institution, ein Unternehmen oder einen Film für einen „herausragenden europäischen Beitrag zur Nachhaltigkeit im Film“ auszeichnen. Erster Preisträger ist der European Green Deal. Die Auszeichnung sollte von Ursula von der Leyen im Auftrag der Europäischen Kommission angenommen werden. Die Preisübergabe erfolgte durch drei Jugendliche aus Rumänien, Schweden und Island.
Vor dem Hintergrund des im Frühjahr begonnenen russischen Angriffs auf die Ukraine erklärte sich die Europäische Filmakademie solidarisch mit der Ukrainischen Filmakademie und setzte sich dafür ein, russische Filmproduktionen von der diesjährigen Preisverleihung auszuschließen. Aus Protest darauf hatte der ukrainische Filmemacher Sergei Loznitsa die Europäische Filmakademie verlassen. Er war selbst zwischen 2013 und 2021 dreimal für seine Kurz- und Dokumentarfilme für den Europäischen Filmpreis nominiert worden. Im November wurde der Koproduzentenpreis – Prix Eurimages an alle ukrainischen Filmproduzenten vergeben und damit erstmals nicht an eine Einzelperson. Die Preisvergabe galt als Ausdruck der starken Wertschätzung für die wachsende Qualität der ukrainischen Filme in den letzten Jahren und als Zeichen der anhaltenden Unterstützung nach dem russischen Überfall, da die Infrastruktur für die Produktionsunterstützung in der Ukraine zusammengebrochen ist.
Jörg Taszman (Filmdienst) kritisierte sowohl fehlenden Mut bei der Preisvergabe als auch eine generell fehlende Strahlkraft des Europäischen Filmpreises nach 35 Jahren des Bestehens.

## Preisträger und Nominierte – Spielfilm
Erste Nominierungen in den Sparten Filmkomödie, Animationsfilm und Kurzfilm wurden am 19. Oktober 2022 bekanntgegeben. Die vollständigen Nominierungen wurden am 8. November 2022 verkündet.
| Film                        | N | A |
| --------------------------- | - | - |
| Close                       | 4 | 0 |
| Holy Spider                 | 4 | 0 |
| Triangle of Sadness         | 4 | 4 |
| Corsage                     | 3 | 1 |
| Alcarràs – Die letzte Ernte | 2 | 0 |

### Bester europäischer Film
Triangle of Sadness – Regie: Ruben Östlund
nominiert:
- Alcarràs – Die letzte Ernte (Alcarràs) – Regie: Carla Simón
- Close – Regie: Lukas Dhont
- Corsage – Regie: Marie Kreutzer
- Holy Spider – Regie: Ali Abbasi

### Beste europäische Komödie
Der perfekte Chef (El buen patrón) – Regie: Fernando León de Aranoa
nominiert:
- Cop Secret – Regie: Hannes Þór Halldórsson
- In den besten Händen (La fracture) – Regie: Catherine Corsini

### Beste Regie
Ruben Östlund – Triangle of Sadness
nominiert:
- Ali Abbasi – Holy Spider
- Lukas Dhont – Close
- Alice Diop – Saint Omer
- Marie Kreutzer – Corsage
- Jerzy Skolimowski – EO

### Beste Darstellerin
Vicky Krieps – Corsage
nominiert:
- Penélope Cruz – Parallele Mütter (Madres paralelas)
- Zar Amir Ebrahimi – Holy Spider
- Meltem Kaptan – Rabiye Kurnaz gegen George W. Bush
- Léa Seydoux – An einem schönen Morgen (Un beau matin)

### Bester Darsteller
Zlatko Burić – Triangle of Sadness
nominiert:
- Eden Dambrine – Close
- Elliott Crosset Hove – Godland
- Pierfrancesco Favino – Nostalgia
- Paul Mescal – Aftersun

### Bestes Drehbuch
Ruben Östlund – Triangle of Sadness
nominiert:
- Ali Abbasi, Afshin Kamran Bahrami – Holy Spider
- Kenneth Branagh – Belfast
- Lukas Dhont, Angelo Tijssens – Close
- Carla Simón, Arnau Vilaró – Alcarràs – Die letzte Ernte (Alcarràs)

### Jurypreise
Die Gewinner der sogenannten „Exellence Awards“ wurden am 23. November 2022 bekanntgegeben:
| Kategorie              | Preisträger |
| ---------------------- | --- |
| Beste Kamera           | Kate McCullough – The Quiet Girl |
| Bester Schnitt         | Özcan Vardar, Eytan İpeker – Burning Days                                                                                                   |
| Bestes Szenenbild      | Jim Clay – Belfast |
| Bestes Kostümbild      | Charlotte Walter – Belfast |
| Bestes Maskenbild      | Heike Merker – Im Westen nichts Neues |
| Beste Filmmusik        | Paweł Mykietyn – EO |
| Bester Ton             | Simone Paolo Olivero, Paolo Benvenuti, Benni Atria, Marco Saitta, Ansgar Frerich, Florian Holzner – Il Buco – Ein Höhlengleichnis (Il buco) |
| Beste visuelle Effekte | Frank Petzold, Viktor Müller, Markus Frank – Im Westen nichts Neues                                                                         |

### Offizielle Auswahlliste
Die Auswahlliste der Spielfilme wurde in zwei Teilen vorgestellt. Der erste Teil der Auswahlliste mit 30 Spielfilmen wurde am 18. August 2022 veröffentlicht. Ein zweiter Teil mit fünf Spielfilmen wurde Ende September nachgemeldet. Nicht nominiert wurden unter anderem die auf der Auswahlliste befindlichen offiziellen Oscar-Beiträge aus Deutschland, Island, Schweden, Palästina, Irland und Finnland.
| Film                                                 | Regie                                         | Land                                                                 | Darsteller (Auswahl) |
| ---------------------------------------------------- | --------------------------------------------- | -------------------------------------------------------------------- | --- |
| Acht Berge                                           | Felix Van Groeningen, Charlotte Vandermeersch | Italien, Belgien, Frankreich                                         | Luca Marinelli, Alessandro Borghi, Elena Lietti, Filippo Timi, Elisabetta Mazzullo, Cristiano Sassella, Lupo Barbiero                                          |
| Aftersun *                                           | Charlotte Wells                               | Vereinigtes Königreich, USA                                          | Paul Mescal, Francesca Corio, Celia Rowlson-Hall |
| Alcarràs – Die letzte Ernte *                        | Carla Simón                                   | Spanien, Italien                                                     | Jordi Pujol Dolcet, Anna Otin, Xènia Roset, Albert Bosch, Ainet Jounou, Josep Abad, Montse Oró, Carles Cabós, Berta Pipó                                       |
| An einem schönen Morgen *                            | Mia Hansen-Løve                               | Frankreich, Deutschland, Vereinigtes Königreich, USA                 | Léa Seydoux, Pascal Greggory, Melvil Poupaud, Nicole Garcia, Camille Leban Martins, Sarah Le Picard, Pierre Meunier                                            |
| Beautiful Beings                                     | Guðmundur Arnar Guðmundsson                   | Island, Dänemark, Schweden, Niederlande, Tschechien                  | Birgir Dagur Bjarkason, Áskell Einar Pálmason, Viktor Benóný Benediktsson, Snorri Rafn Frímannsson, Aníta Briem, Ísgerður Gunnarsdóttir, Ólafur Darri Ólafsson |
| Belfast *                                            | Kenneth Branagh                               | Vereinigtes Königreich, Irland                                       | Jude Hill, Caitríona Balfe, Jamie Dornan, Judi Dench, Ciarán Hinds                                                                                             |
| Benediction                                          | Terence Davies                                | Vereinigtes Königreich                                               | Jeremy Irvine, Kate Phillips, Gemma Jones, Jack Lowden, Simon Russell Beale, Peter Capaldi                                                                     |
| As bestas / The Beasts                               | Rodrigo Sorogoyen                             | Spanien, Frankreich                                                  | Marina Foïs, Denis Ménochet, Luis Zahera, Diego Anido, Marie Colomb                                                                                            |
| Il Buco – Ein Höhlengleichnis                        | Michelangelo Frammartino                      | Italien, Deutschland, Frankreich                                     | Nicola Lanza, Jacopo Elia, Denise Trombin, Leonardo Larocca, Paolo Cossi, Giuseppe Campolongo                                                                  |
| Burning Days                                         | Emin Alper                                    | Türkei, Frankreich, Deutschland, Niederlande, Griechenland, Kroatien | Selahattin Paşalı, Ekin Koç, Erol Babaoglu, Erdem Senocak, Selin Yeninci                                                                                       |
| Close *                                              | Lukas Dhont                                   | Belgien, Frankreich, Niederlande                                     | Eden Dambrine, Gustav De Waele, Émilie Dequenne |
| Corsage *                                            | Marie Kreutzer                                | Österreich, Luxemburg, Deutschland, Frankreich                       | Vicky Krieps, Florian Teichtmeister, Katharina Lorenz, Manuel Rubey, Colin Morgan, Finnegan Oldfield                                                           |
| EO *                                                 | Jerzy Skolimowski                             | Polen, Italien                                                       | Sandra Dryzmalska, Tomasz Organek, Mateusz Kościukiewicz, Lorenzo Zurzolo, Isabelle Huppert                                                                    |
| Der Falke                                            | Stefan Arsenijević                            | Serbien, Luxemburg, Frankreich, Bulgarien, Litauen                   | Ibrahim Koma, Nancy Mensah-Offei, Maxim Khalil, Rami Farah, Nebojsa Dugalic                                                                                    |
| Girls Girls Girls / Tytöt tytöt tytöt / Girl Picture | Alli Haapasalo                                | Finnland                                                             | Aamu Milonoff, Eleonoora Kauhanen, Linnea Leino, Sonya Lindfors, Cécile Orblin, Oona Airola, Mikko Kauppila                                                    |
| Godland / Vanskabte Land / Volaða Land *             | Hlynur Pálmason                               | Dänemark, Island, Frankreich, Schweden                               | Elliott Crosset Hove, Ingvar E. Sigurdsson, Vic Carmen Sonne, Ída Mekkín Hlynsdóttir, Jacob Hauberg Lohmann, Waage Sandø                                       |
| Holy Spider *                                        | Ali Abbasi                                    | Dänemark, Deutschland, Schweden, Frankreich                          | Zar Amir Ebrahimi, Mehdi Bajestani, Arash Ashtiani, Forouzan Jamshidnejad, Sina Parvaneh, Mesbah Taleb, Alice Rahimi, Sara Fazilat, Nima Akbarpour             |
| Im Westen nichts Neues                               | Edward Berger                                 | Deutschland, USA, Vereinigtes Königreich                             | Daniel Brühl, Felix Kammerer, Albrecht Schuch, Aaron Hilmer, Moritz Klaus, Edin Hasanović, Devid Striesow                                                      |
| Die Kairo Verschwörung                               | Tarik Saleh                                   | Schweden, Frankreich, Finnland                                       | Tawfeek Barhom, Fares Fares, Mohammad Bakri, Makram Khoury, Mehdi Dehbi, Sherwan Haji, Moe Ayoub                                                               |
| Maixabel                                             | Icíar Bollaín                                 | Spanien                                                              | Blanca Portillo, Luis Tosar, Urko Olazabal, Maria Cerezuela |
| Mediterranean Fever / حمّى البحر المتوسط              | Maha Haj                                      | Deutschland, Frankreich, Zypern, Palästina                           | Amer Hlehel, Ashraf Farah, Anat Hadid, Samir Elias, Cynthia Saleem, Shaden Kanboura                                                                            |
| Mehr denn je                                         | Emily Atef                                    | Frankreich, Deutschland, Luxemburg, Norwegen                         | Vicky Krieps, Gaspard Ulliel, Bjørn Floberg |
| Nostalgia *                                          | Mario Martone                                 | Italien, Frankreich                                                  | Pierfrancesco Favino, Francesco Di Leva, Tommaso Ragno, Aurora Quattrocchi                                                                                     |
| Pacifiction                                          | Albert Serra                                  | Frankreich, Spanien, Deutschland, Portugal                           | Benoît Magimel, Pahoa Mahagafanau, Marc Susini, Matahi Pambrun, Alexandre Melo, Sergi López                                                                    |
| Parallele Mütter *                                   | Pedro Almodóvar                               | Spanien                                                              | Penélope Cruz, Milena Smit, Aitana Sánchez-Gijón, Israel Elejalde                                                                                              |
| The Quiet Girl                                       | Colm Bairéad                                  | Irland                                                               | Catherine Clinch, Carrie Crowley, Andrew Bennett, Michael Patric, Kate Nic Chonaonaigh, Joan Sheehy                                                            |
| Rabiye Kurnaz gegen George W. Bush *                 | Andreas Dresen                                | Deutschland, Frankreich                                              | Meltem Kaptan, Alexander Scheer, Charly Hübner, Nazmi Kirik, Sevda Polat, Abdullah Emre Öztürk, Jeanette Spassova                                              |
| Saint Omer *                                         | Alice Diop                                    | Frankreich                                                           | Kayije Kagame, Guslagie Malanda |
| The Souvenir: Part II                                | Joanna Hogg                                   | Vereinigtes Königreich, Irland, USA                                  | Honor Swinton Byrne, Ariane Labed, Tilda Swinton, Charlie Heaton, Richard Ayoade                                                                               |
| Tori & Lokita                                        | Jean-Pierre und Luc Dardenne                  | Belgien, Frankreich                                                  | Joely Mbundu, Pablo Schils, Charlotte De Bruyne, Marc Zinga, Nadège Ouedraogo, Alban Ukaj, Tijmen Govaerts                                                     |
| Triangle of Sadness *                                | Ruben Östlund                                 | Schweden, Deutschland, Frankreich, Vereinigtes Königreich            | Harris Dickinson, Charlbi Dean, Woody Harrelson, Dolly de Leon, Zlatko Burić, Iris Berben, Vicki Berlin, Henrik Dorsin, Jean-Christophe Folly, Sunnyi Melles   |
| Vera                                                 | Tizza Covi, Rainer Frimmel                    | Österreich                                                           | Vera Gemma, Walter Saabel, Manuel De Palmer, Annamaria Ciancamerla, Sebastian Dascalu, Daniel De Palma                                                         |
| Vidblysk / Відблиск / Widblysk / Reflection          | Walentyn Wassjanowytsch                       | Ukraine                                                              | Roman Lutskyi, Nika Myslytska, Nadia Levchenko, Andriy Rymaruk, Ihor Shulha                                                                                    |
| Irrlicht                                             | João Pedro Rodrigues                          | Portugal, Frankreich                                                 | Joel Branco, Oceano Cruz, Margarida Vila-Nova, Miguel Loureiro, Mauro Costa, André Cabral                                                                      |
| Women Do Cry                                         | Mina Milewa, Wessela Kasakowa                 | Bulgarien, Frankreich                                                | Marija Bakalowa, Ralitsa Stoyanova, Katia Kazakova, Bilyana Kazakova, Vesela Kazakova, Iossif Surchadjiev, Rositca Gevrenova, Diana Spasova, Dobriela Popova   |

* = Die Produktion wurde für den Europäischen Filmpreis nominiert (exkl. Jury- oder Publikumspreis)

## Weitere Preise

### Bester Kurzfilm
In der Kategorie Bester Kurzfilm gelangten 25 auf europäischen Filmfestivals ausgewählte Produktionen in die Vorauswahl, darunter Spiel-, Dokumentar-, Animations- und Experimentalfilme. Unter diesen einigten sich die an der Auswahl beteiligten Festivals auf fünf nominierte Beiträge. Der Gewinner wird von den Mitgliedern der Europäischen Filmakademie gewählt und bei der Preisverleihung in Reykjavík ausgezeichnet.
Granny’s Sexual Life (Babičino seksualno življenje) – Regie: Urška Djukić, Émilie Pigeard
nominiert:
- Ice Merchants – Regie: João Gonzalez
- Love, Dad (Milý tati) – Regie: Diana Cam Van Nguyen
- Techno, Mama – Regie: Saulius Baradinskas
- Will My Parents Come to See Me – Regie: Mo Harawe

### Bester Dokumentarfilm
Ende August 2022 wurde eine Auswahlliste von 13 Dokumentarfilmen präsentiert, einen Monat später wurde ein weiterer Film hinzugefügt. Aus diesen wählten die Mitglieder der Europäischen Filmakademie die späteren fünf nominierten Produktionen sowie den Preisträger aus.
Mariupolis 2 – Regie: Mantas Kvedaravičius (postum)
nominiert:
- The Balcony Movie (Film balkonowy) – Regie: Paweł Łoziński
- Girl Gang – Regie: Susanne Regina Meures
- A House Made of Splinters – Regie: Simon Lereng Wilmont
- The March on Rome (Marcia su Roma) – Regie: Mark Cousins

| Auswahlliste (ohne nominierte Produktionen)                  | Regie                   | Land                                            |
| ------------------------------------------------------------ | ----------------------- | ----------------------------------------------- |
| Angels of Sinjar                                             | Hanna Polak             | Polen, Deutschland                              |
| The Eclipse                                                  | Nataša Urban            | Norwegen                                        |
| How to Save a Dead Friend                                    | Marusya Syroechkovskaya | Schweden, Norwegen, Frankreich, Deutschland     |
| Karaoke Paradise (Karaokeparatiisi)                          | Einari Paakkanen        | Finnland                                        |
| Mr. Landsbergis (Mr. Landsbergis. Sugriauti blogio imperiją) | Sergei Loznitsa         | Litauen, Niederlande                            |
| Nelly & Nadine                                               | Magnus Gertten          | Schweden, Belgien, Norwegen                     |
| Republic of Silence                                          | Diana El Jeiroudi       | Deutschland, Frankreich, Syrien, Qatar, Italien |
| A Thousand Fires                                             | Saeed Taji Farouky      | Frankreich, Schweiz, Niederlande, Palästina     |
| Three Minutes – A Lengthening                                | Bianca Stigter          | Niederlande                                     |

### Bester Animationsfilm
Interdit aux chiens et aux Italiens – Regie: Alain Ughetto
nominiert:
- Knor – Regie: Mascha Halberstad
- My Love Affair with Marriage – Regie: Signe Baumane
- Le petit Nicolas – Qu’est-ce qu’on attend pour être heureux – Regie: Amandine Fredon, Benjamin Massoubre
- Les voisins de mes voisins sont mes voisins – Regie: Anne-Laure Daffis, Léo Marchand

### Bester Erstlingsfilm („Europäische Entdeckung – Prix FIPRESCI“)
Small Body (Piccolo corpo) – Regie: Laura Samani
nominiert:
- 107 Mothers (Cenzorka) – Regie: Peter Kerekes
- Love According to Dalva (Dalva) – Regie: Emmanuelle Nicot
- Other People (Inni ludzie) – Regie: Aleksandra Terpińska
- Pamfir – Regie: Dmytro Sucholytkyj-Sobtschuk
- Sonne – Regie: Kurdwin Ayub

### Koproduzentenpreis – Prix Eurimages
Alle ukrainischen Filmproduzenten

### Innovatives Storytelling
Marco Bellocchio – Esterno notte (Fernsehserie)

### EFA Young Audience Award
Animal – Regie: Cyril Dion (Frankreich)
nominiert:
- Comedy Queen – Regie: Sanna Lenken (Schweden)
- Träume sind wie wilde Tiger – Regie: Lars Montag (Deutschland)

### European University Film Award (EUFA)
EO – Regie: Jerzy Skolimowski
nominiert:
- Alcarràs – Die letzte Ernte (Alcarràs) – Regie: Carla Simón[22]
- Close – Regie: Lukas Dhont
- The Eclipse – Regie: Nataša Urban
- Triangle of Sadness – Regie: Ruben Östlund

## Ehren- und Sonderpreise
- Preis für ein Lebenswerk: Margarethe von Trotta, deutsche Schauspielerin, Regisseurin und Drehbuchautorin[23]
- Beste europäische Leistung im Weltkino: Elia Suleiman, palästinensischer Filmregisseur[24]
- European Sustainability Award – Prix Film4Climate: European Green Deal (Annahme durch Ursula von der Leyen im Auftrag der Europäischen Kommission).